# Geografía de Canadá
Canadá es vasta y diversa. Ocupando la mayor parte de porción norte del continente norteamericano (precisamente un 41%), Canadá constituye el segundo país más grande del mundo en superficie total, solo superada por Rusia. Canadá comprende un inmenso territorio entre el océano Pacífico, al oeste, y el océano Atlántico, al este; debido a esto su lema de Estado es: «A Mari Usque Ad Mare» (latín: De mar a mar).
El océano Ártico está al norte; Groenlandia está al noreste. Más allá de la costa sur de Terranova se encuentra San Pedro y Miquelón, una Colectividad de Ultramar (en francés: Collectivité d'outre-mer) perteneciente a Francia. Desde 1925, Canadá ha reclamado la porción del Ártico entre los 60° O y los 141° E de longitud; sin embargo, este reclamo no es universalmente reconocido.
Cubriendo un territorio de 9.984.670 km² o 3.855.103 millas cuadradas (tierra: 9.093.507 km² o 3.511.023 mi²; agua: 891.163 km² o 344.080 mi²), la superficie de Canadá es equivalente a un poco menos de tres quintos de la de Rusia, menos de 1,3 veces la de Australia, poco menor que la de Europa y más de 40.9 veces la del Reino Unido. En área total, Canadá es un poco más grande que China y los Estados Unidos; sin embargo, es algo más pequeña en área cubierta por tierra (China cubre 9.596.960 km² o 3.705.407 mi² de tierra y los Estados Unidos, 9.161.923 km² o 3.537.438 mi²), ocupando el cuarto lugar a nivel mundial en esta categoría.
El asentamiento más septentrional de Canadá (y del mundo entero) es la Estación de Fuerzas Canadienses de Alert ― latitud: 82° 30′ ― (justo al norte de la localidad de Alert, Nunavut), ubicada en el extremo norte de la isla de Ellesmere a solo 834 km (518 millas) del Polo Norte.
El Polo Norte geográfico se encuentra dentro de territorio canadiense (estrictamente, desde el punto de vista físico, se trata de un polo sur magnético); sin embargo, estudios recientes muestran que está moviéndose hacia Siberia.

## Puntos geográficos extremos

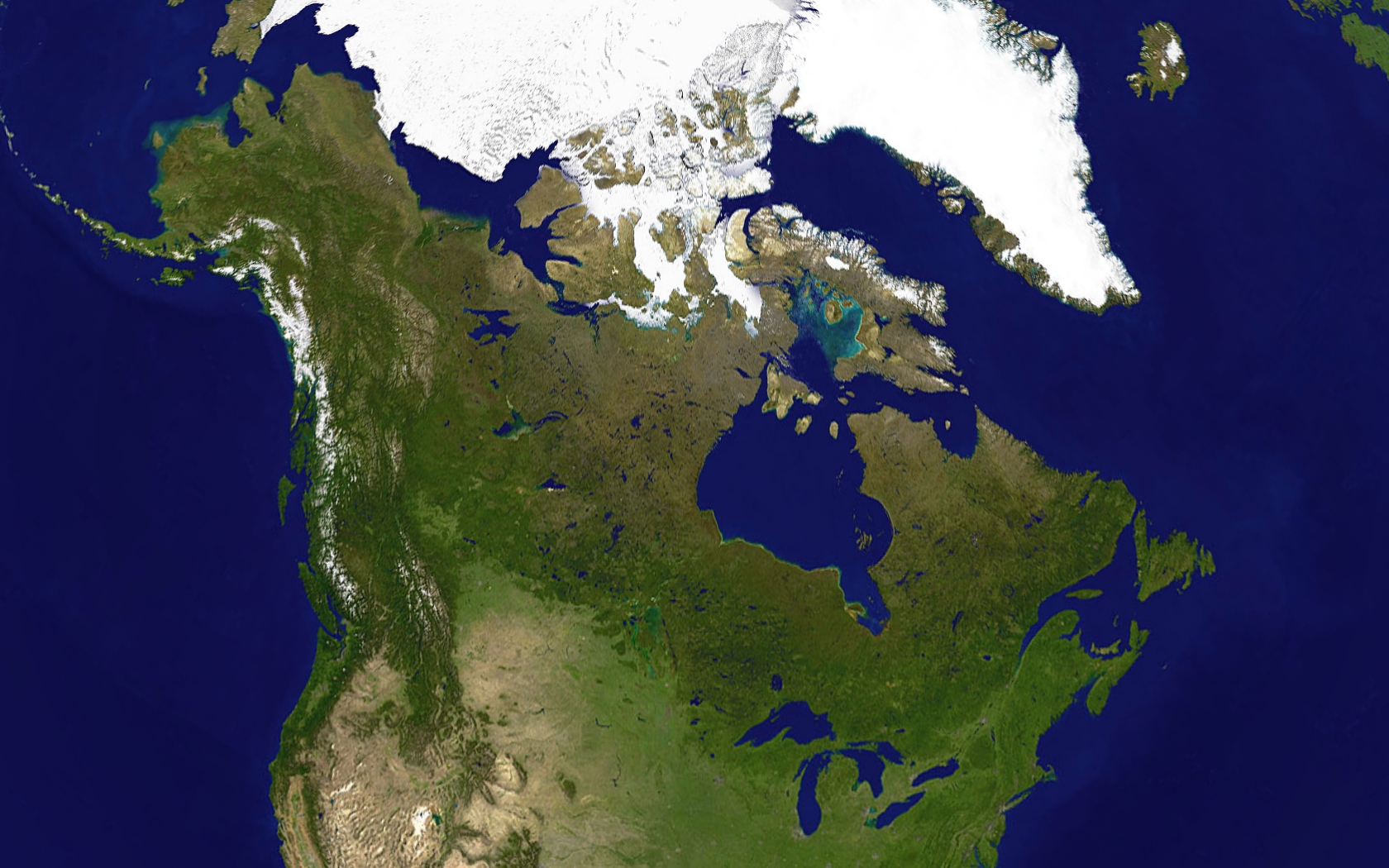
Imagen satelital de Canadá.

Los puntos geográficos extremos de Canadá son los siguientes:
- Canadá (incluye tierras insulares):

- Punto más septentrional
  - en tierra: Cabo Columbia, isla de Ellesmere, Nunavut ― 83°06′N 69°57′O / 83.100, -69.950
  - en agua: Polo Norte ― 90ºN

- Punto más meridional: Middle Island, Ontario ― 41°41′N 82°40′O / 41.683, -82.667
- Punto más occidental: frontera entre Yukón y Alaska ― 141°00'O
- Punto más oriental: Cabo Spear, Terranova ― 47°31′24″N 52°37′10″O / 47.52333, -52.61944)

- Canadá continental:

- Punto más septentrional: Murchison Promontory en la Península de Boothia, Nunavut ― 71°58'N
- Punto más meridional: Point Palee, Ontario ― 41°58'N 
- Punto más occidental: frontera entre Yukón y Alaska ― 141°00'W
- Punto más oriental: Cabo St. Charles, Labrador ― 52°13′03″N 55°37′15″O / 52.21750, -55.62083)

- Relieve:

- Punto más bajo: nivel del mar ― 0 m
- Punto más alto: Monte Logan (5.959 m)

## Hidrografía

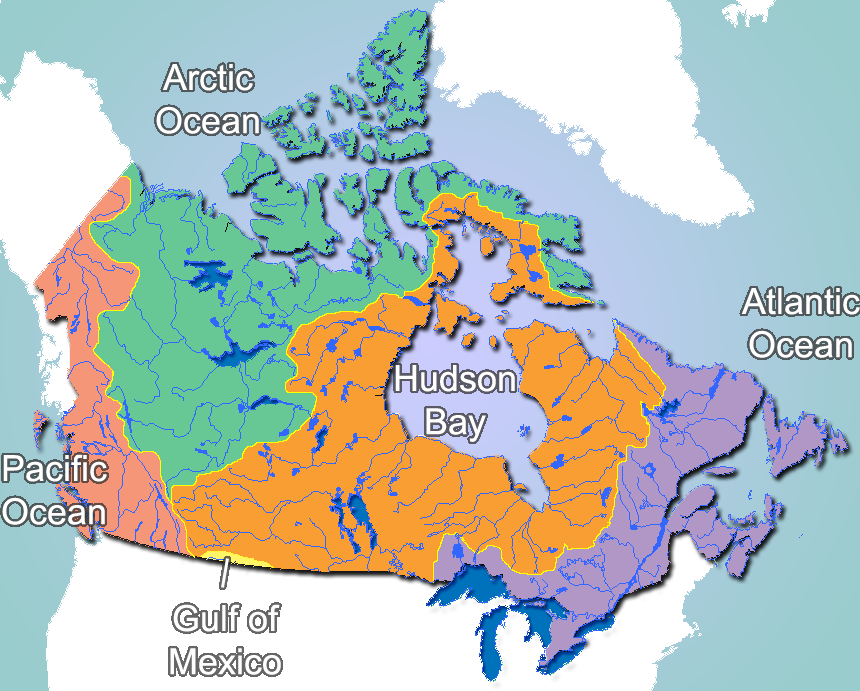
Cuencas hidrógráficas principales.

Canadá posee vastas reservas de agua: el 7% del agua dulce del mundo, una cuarta parte de las tierras húmedas y la tercera mayor cantidad de glaciares (después de la Antártida y Groenlandia). 

### Cuencas hidrográficas
Existen cinco principales cuencas hidrográficas en Canadá: la del océano Glacial Ártico, la del Atlántico, la del Pacífico, la de la bahía de Hudson y la del golfo de México.
- La cuenca ártica recoge las aguas de las regiones del norte de Alberta, Manitoba y Columbia Británica, la mayor parte de los Territorios del Noroeste y Nunavut, así como ciertas zonas de Yukón. Los cursos de agua de esta cuenca han sido poco utilizados en la producción de energía eléctrica, con la excepción del Mackenzie, el río más largo de Canadá. El río Peace, el río Athabasca, el Gran Lago del Oso y el Gran Lago del Esclavo —el lago más grande y el segundo lago más grande ubicados en su totalidad en territorio canadiense— son los elementos significativos de la cuenca ártica: cada uno de ellos vierte al río Mackenzie, siendo el principal drenaje de la cuenca en el océano Glacial Ártico.
- La cuenca del Atlántico está principalmente alimentada por el río San Lorenzo y sus afluentes, entre los que destacan el Saguenay, el Manicouagan y el Outaouais. Esta cuenca se extiende en su totalidad por las Provincias Atlánticas (las zonas fronterizas entre Quebec y Labrador forman parte de la división continental atlántica), la mayor parte del Quebec densamente poblado y grandes zonas del sur de Ontario. Los Grandes Lagos, el lago Nipigon, el río Churchill y el río Saint John son otros elementos importantes en la cuenca atlántica canadiense.
- La cuenca del Pacífico está separada por las Montañas Rocosas, en Columbia Británica y Yukón, de las cuencas del océano Glacial Ártico y de la bahía de Hudson. La cuenca es importante en la irrigación de la región interna de la Columbia Británica (por ejemplo en los valles del río Okanagan y del río Kootenay) y en la producción de energía hidroeléctrica. Sus elementos de mayor preponderancia son los ríos Yukón, Columbia y Fraser.
- La cuenca de la bahía de Hudson se extiende a lo largo de un tercio de la superficie de Canadá. Cubre gran parte de Ontario y Quebec, principalmente el norte, Manitoba, la mayor parte de Saskatchewan, el sudoeste de Nunavut y la mitad meridional de la isla de Baffin. Esta cuenca cumple un rol trascendente en la lucha contra las sequías de las praderas y en la producción de energía hidroeléctrica, especialmente en Manitoba y el norte de Ontario y Quebec. Sus elementos más importantes incluyen el lago Winnipeg; el río Nelson, el río de Saskatchewan Norte, el río de Saskatchewan Sur (que desembocan en el río Saskatchewan); el río Assiniboine; y el lago Netiling, en la isla de Baffin.
- La parte más meridional de Alberta desagua en el Golfo de México a través del río de la Leche y sus afluentes. El río de la Leche («Milk River») nace en las Montañas Rocosas, en Montana, pasa luego a la provincia de Alberta y regresa de nuevo a los Estados Unidos, donde entrega sus aguas al río Misuri, y luego al Misisipi. Una pequeña zona del suroeste de Saskatchewan también desagua por Battle Creek, que desemboca en el Leche Río.

### Océanos y mares
La divisa de Canadá es muy apropiada. Tres océanos rodean el país: el océano Atlántico, al este, el océano Pacífico, por el oeste y el océano Ártico por el norte.
El país tiene por ello una gran fachada marítima y ello permitió el florecimiento del comercio, ya sea en el este o en el oeste del país. El puerto canadiense más abastecido es el de Vancouver, situado en la costa oeste del país, seguido por el de Montreal, el puerto interior más importante del mundo.
Se prevé para un tiempo no muy lejano el deshielo estival de la banquisa del océano Ártico. Esto abriría una nueva vía comercial ahora inexplotada: el Paso del Noroeste. Este asunto provoca de hecho conflictos sobre la soberanía del Canadá en el Ártico.

#### Geomorfología litoral
- Mares: mar de Beaufort, mar del Labrador y mar de Lincoln.
- Golfos y bahías: golfo de San Lorenzo, bahía de Baffin, bahía de Hudson, bahía de Fundy, bahía des Chaleurs, bahía James y el golfo de Alaska.
- Estrechos: estrecho de Belle Isle, estrecho de Davis, estrecho de Hudson, estrecho de Nares, estrecho de Georgia, estrecho de Honguedo, estrecho de Hécate y estrecho de Juan de Fuca.
- Estuarios: estuario del San Lorenzo.
- Deltas: delta del río Freser y del río Mackenzie.
- Fiordos: bahía Burrard, bahía Bute, bahía Howe, bahía Jervis y bahía Knight.

### Lagos de Canadá
Canadá es un país completamente surcado por ríos y con infinidad de lagos. Debido a los grandes procesos de glaciación que sufrió tiene más de dos millones de lagos: de los que se encuentran enteramente en Canadá, más de 31.000 tienen una superficie entre 3 y 100 km², y 563 tienen más de 100 km². Entre los lagos más importantes del país, se encuentran cuatro de los cinco Grandes Lagos, situados al sur de la provincia de Ontario: Lago Superior lago Hurón lago Erie y lago Ontario.
En los Territorios del Noroeste se encuentran otros dos grandes lagos: el Gran Lago del Oso (31.153 km²) y el Gran Lago del Esclavo (28.400 km²) (con una superficie equivalente a Bélgica, 30.510 km²).

### Ríos de Canadá
Canadá posee una gran cantidad de ríos. Algunos de los más importantes, de oeste a este, son:
- Río Fraser (1.370 km), nace en las Montañas Rocosas y desemboca en el Pacífico. Es el río más largo de la Columbia Británica.
- Río Columbia (2.044 km), nace en el lago Columbia (Columbia Británica) y desemboca en el Pacífico tras recorrer los estados norteamericanos de Oregón y Washington. En términos de caudal, es el río más grande entre los que fluyen hacia el océano Pacífico desde América del Norte, y el segundo de mayor longitud desde los Estados Unidos. También es el río que mayor cantidad de energía hidroeléctrica produce en América del Norte.
- Río Koksoak (874 km), que desemboca en la bahía de Ungava, en el estrecho de Hudson, en Quebec.
- Río Mackenzie, que discurre por los Territorios del Noroeste. Es el río canadiense más largo, con 4.241 km. Su caudal, de 10.300m³/s, es equivalente al del San Lorenzo. Desemboca en el mar de Beaufort, al norte de los Territorios del Noroeste.
- Río Nelson (660 km), discurre desde el lago Winnipeg hasta la bahía de Hudson, en Manitoba.
- Río San Lorenzo, en la frontera canadiense-americana; en Canadá se extiende por Ontario y Quebec. Es una importante vía navegable que permite una entrada profunda al interior del continente norteamericano y ha permitido el poblamiento del mayor hogar canadiense, el sur de Quebec y de Ontario. Montreal, Laval, Trois-Rivières, Quebec, Lévis, Sept-Îles y Rimouski son ciudades quebequesas situadas en sus orillas o en sus islas.
- Río Churchill (856 km), en Terranova, que vierte al Atlántico.
- Río Saint-Jean (673 km), que nace en el estado de Maine y desagua en la Bahía de Fundy, en el Atlántico, en Nuevo Brunswick.

## Geografía florística
Canadá lleva a cabo un plan de acción para la biodiversidad en respuesta a acuerdo internacional de 1992. El plan se centra en la conservación de especies en peligro y de ciertos hábitats. Los biomas principales de Canadá son:
- Tundra
- Bosque boreal
- Bosque mixto
- Bosque templado de árboles de madera dura y con flor
- Pradera
- Montañas Rocosas (su vegetación combina la de la tundra y la de las praderas)
- Bosque templado de coníferas (el bosque templado de coníferas en la zona costera de la Columbia Británica es un ejemplo)

## Geografía humana

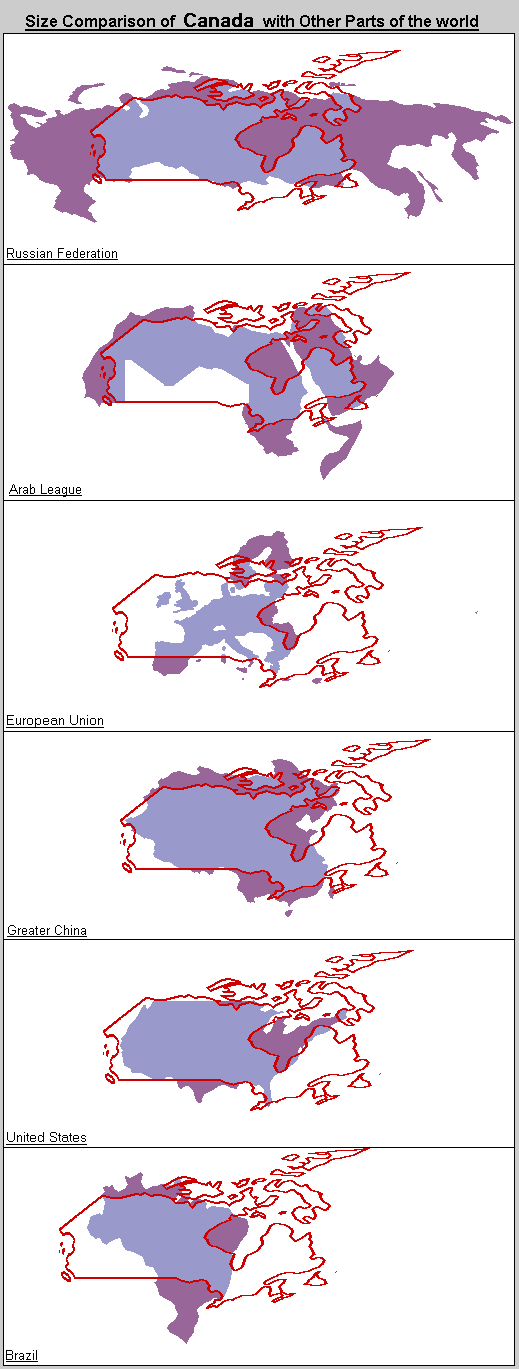
Canadá comparado con: Federación rusa, Liga Árabe, Unión Europea, China, EE. UU. y Brasil.

Canadá está dividida en trece provincias y territorios. Según Statistics Canada, el 72% de la población se concentra en los 150 km (95 000) hacia el norte desde su frontera con los Estados Unidos, el 70% vive al sur del paralelo 49, y alrededor del 60% de la población vive a lo largo de los Grandes Lagos y el río San Lorenzo ente Windsor, Ontario y la ciudad de Quebec. Esto deja a la enorme mayoría del territorio canadiense muy esparcidamente poblada; la densidad de población en Canadá es de 3,5 hab/km² (9,1 hab/mi²), una de las más bajas del mundo. A pesar de eso, el 79,7% de la población canadiense reside en áreas urbanas, donde la densidad poblacional está creciendo.
Canadá comparte la frontera terrestre más larga del mundo con los Estados Unidos, la cual mide 8.893 km (5.526 mi); de ellos, 2.477 km (1.539 mi) son con Alaska. La dependencia insular danesa de Groenlandia se encuentra al noreste de Canadá, separada de una corta frontera terrestre en la isla Hans, de las Islas Árticas Canadienses por la bahía de Baffin y el estrecho de Davis. Las islas francesas de San Pedro y Miquelón están ubicadas al sur de la costa de Terranova en el golfo de San Lorenzo.
La proximidad geográfica de Canadá a los Estados Unidos ha ligado históricamente ambos países en lo concerniente al mundo político. La posición de Canadá entre la Unión Soviética y los Estados Unidos fue estratégicamente importante durante la Guerra Fría como camino hacia el Polo Norte y por ser además la ruta aérea más rápida entre los dos países y el trayecto más directo para los misiles balísticos intercontinentales. Desde el final de la Guerra Fría, han crecido las especulaciones sobre que los reclamos marítimos del ártico canadiense podrían adquirir una mayor importancia si el calentamiento global derrite el hielo que obstruye el Paso del Noroeste.
Al igual que el más conocido Four Corners en los Estados Unidos, existe en Canadá un punto donde se unen dos provincias (Manitoba y Saskatchewan) y dos territorios (Territorios del Noroeste y Nunavut), también conocido bajo el nombre de Four Corners.

## Recursos naturales
La abundancia de recursos naturales en Canadá es reflejada en la importancia que tienen en la economía de este país. Las mayores industrias basadas en estos recursos son la explotación pesquera, la silvicultura, la agricultura, la industria petrolera y la minería.
La industria pesquera ha sido históricamente una de las más importantes en Canadá. La incomparable riqueza de bacalao en los Grand Banks al sureste de Terranova hizo posible que se trabajara en esta industria durante el siglo XVI. Hoy en día, el bacalao está casi agotado en esos lugares y su conservación se ha convertido en una preocupación para las Provincias Marítimas. En la costa oeste, la pesca de atún está actualmente restringida. El más abundante, pero aun así muy disminuido número de salmones en comparación a como era antes, continúa siendo fundamental para la industria. Canadá reclama 12 millas náuticas (22 km) de mar territorial, una zona contigua de 24 millas náuticas (44 km), una zona económica exclusiva de 200 millas náuticas (370 km) y una plataforma continental de 200 millas náuticas (370 km) o al final del margen continental.
La silvicultura ha sido una industria importante para Canadá desde hace mucho. Los productos procedentes del bosque representan un quinto de las exportaciones nacionales. Las provincias en donde se destaca esta industria son la Columbia Británica, Ontario y Quebec. El 54% del suelo canadiense está cubierto por bosques, de los cuales los bosques boreales representan cuatro quintos.

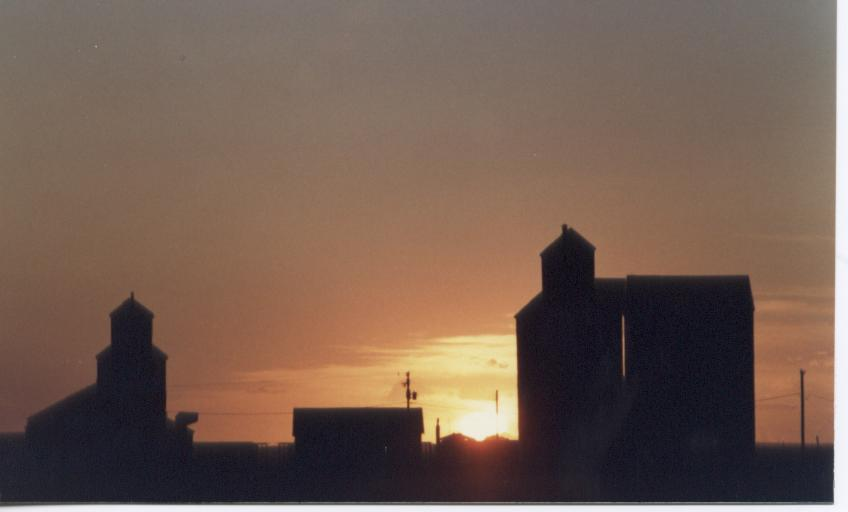
Silos de granos en Alberta.

El 5% de la tierra es cultivable en Canadá; incluso dentro de ese bajo porcentaje no se puede practicar una cosecha permanente. El 3% del terreno está cubierto por pasturas. Canadá tiene 7200 km² (280 mi²) de tierra irrigada (1993 estimado). Las regiones agrícolas en Canadá incluyen las praderas canadienses, la Lower Mainland y las mesetas interiores en la Columbia Británica, la cuenca del San Lorenzo y las Provincias Marítimas. Los principales productos agrícolas incluyen lino, avena, trigo, maíz, cebada, remolacha y centeno en las praderas; lino y maíz en Ontario del suroeste; avena y papas en las Provincias Marítimas. Las frutas y verduras son cultivadas principalmente en el Annapolis Valley de Nueva Escocia, en Ontario del suroeste, en la región ontariana de Golden Horseshoe, a lo largo de la costa sur de la bahía Georgiana y en el valle del río Okanagan en la Columbia Británica. El ganado bovino es criado en los valles de la Columbia Británica, en las praderas y en Ontario del suroeste; las ovejas, en los valles de la Columbia Británica, en las praderas, en Quebec y en las Provincias Marítimas; y los cerdos, en las praderas y en Ontario del suroeste. Existen regiones de ganadería significativas en regiones del centro de Nueva Escocia, sur de Nuevo Brunswick, valle del San Lorenzo, Ontario del noreste, Ontario del suroeste, valle del río Rojo del Norte en Manitoba y valles del este de la Columbia Británica, en la isla de Vancouver y la Lower mainland.
Los combustibles fósiles se han convertido en un recurso importante más recientemente. Mientras que los depósitos de petróleo de Canadá no son abundantes, el desarrollo tecnológico de las décadas recientes ha hecho posible la producción de alquitrán en Alberta hasta el punto de convertir el país en uno de sus mayores reservas. Canadá ha explotado desde hace mucho sus grandes reservas de carbón y gas natural.
Los recursos mineros canadienses son variados y abundantes. A lo largo del Escudo Canadiense y en el norte existen reservas importantes de hierro, níquel, zinc, cobre, oro, plomo, molibdeno y uranio. Grandes concentraciones de diamantes han sido recientemente explotadas en el ártico, haciendo de Canadá uno de sus principales productores.
La gran cantidad de ríos ha podido mantener una extensiva producción de energía hidroeléctrica, la cual está principalmente desarrollada en la Columbia Británica, Ontario, Quebec y Labrador. Los numerosos embalses ha proveído una fuente de energía limpia y fiable.

## Desventajas naturales
El permafrost en el norte constituye un serio obstáculo para el desarrollo. Las tormentas ciclónicas en el este de las Montañas Rocosas son el resultado de la mezcla de masas de aire procedentes del ártico, del Pacífico y del interior de Norteamérica y producen la mayor parte de las lluvias y nevadas del país.

## Problemas ambientales

Tipos climáticos do Canadá (Köppen)

La contaminación atmosférica y la resultante lluvia ácida afectan severamente los bosques y lagos. El derretimiento de metal, el quemado de carbón y las emisiones de los vehículos constituyen problemas importantes para la productividad de la agricultura y la silvicultura. Las aguas oceánicas también están siendo contaminadas debido a las actividades agrícolas, industriales, mineras y forestales.